# That's Life (bài hát)
"That's Life" là bài hát nổi tiếng do Dean Kay và Kelly Gordon sáng tác và được thu âm lần đầu tiên năm 1963 bởi Marion Montgomery. Phiên bản nổi tiếng nhất là của Frank Sinatra, phát hành trong album cùng tên năm 1966.

## Danh sách bản cover
- 1964 – Marion Montgomery
- 1966 – O.C. Smith[2]
- 1966 – Frank Sinatra – That's Life[3]
- 1967 – Gene McDaniels – Golden Greats
- 1967 – Aretha Franklin – Aretha Arrives[4]
- 1967 – The Temptations – The Temptations in a Mellow Mood[5]
- 1967 – Shirley Bassey – And We Were Lovers[5]
- 1968 – James Brown – Gettin' Down to It[6]
- 1986 – David Lee Roth – Eat 'Em and Smile
- 1996 – Van Morrison  with Georgie Fame – How Long Has This Been Going On
- 1997 – U.S. Bombs – War Birth[7]
- 2002 – The Bluetones – The Singles[5]
- 2003 – Bono – The Good Thief Original Soundtrack
- 2004 – Westlife – Allow Us to Be Frank[5]
- 2006 – Michael Bolton – Bolton Swings Sinatra[5]
- 2007 – Michael Bublé – 'Call Me Irresponsible[5]
- 2007 – Ray Quinn – Doing It My Way[8]
- 2007 – D.O.A. – Punk Rock Singles 1978–1999[9]
- 2007 – Russell Watson – That's Life[10]
- 2009 – Ray Stevens - Ray Stevens Sings Sinatra...Say What?!?[11]
- 2009 – Alan Cumming – I Bought A Blue Car Today[5]
- 2011 – Landau Eugene Murphy Jr. – That's Life[5]
- 2012 – Tommy Körberg – Sjung tills du stupar[12]
- 2013 – Katharine McPhee và Megan Hilty – Smash Season 2 Episode 12 – "Opening Night"
- 2014 – Cherry Poppin' Daddies – Please Return the Evening[13]
- 2016 – Deana Martin – Swing Street
- 2016 – Bradley Walsh – Chasing Dreams[14]
- 2017 – James Anthony – Blue Again, but That's Life[15]